# Сафронова-Паустовська Галина Борисівна

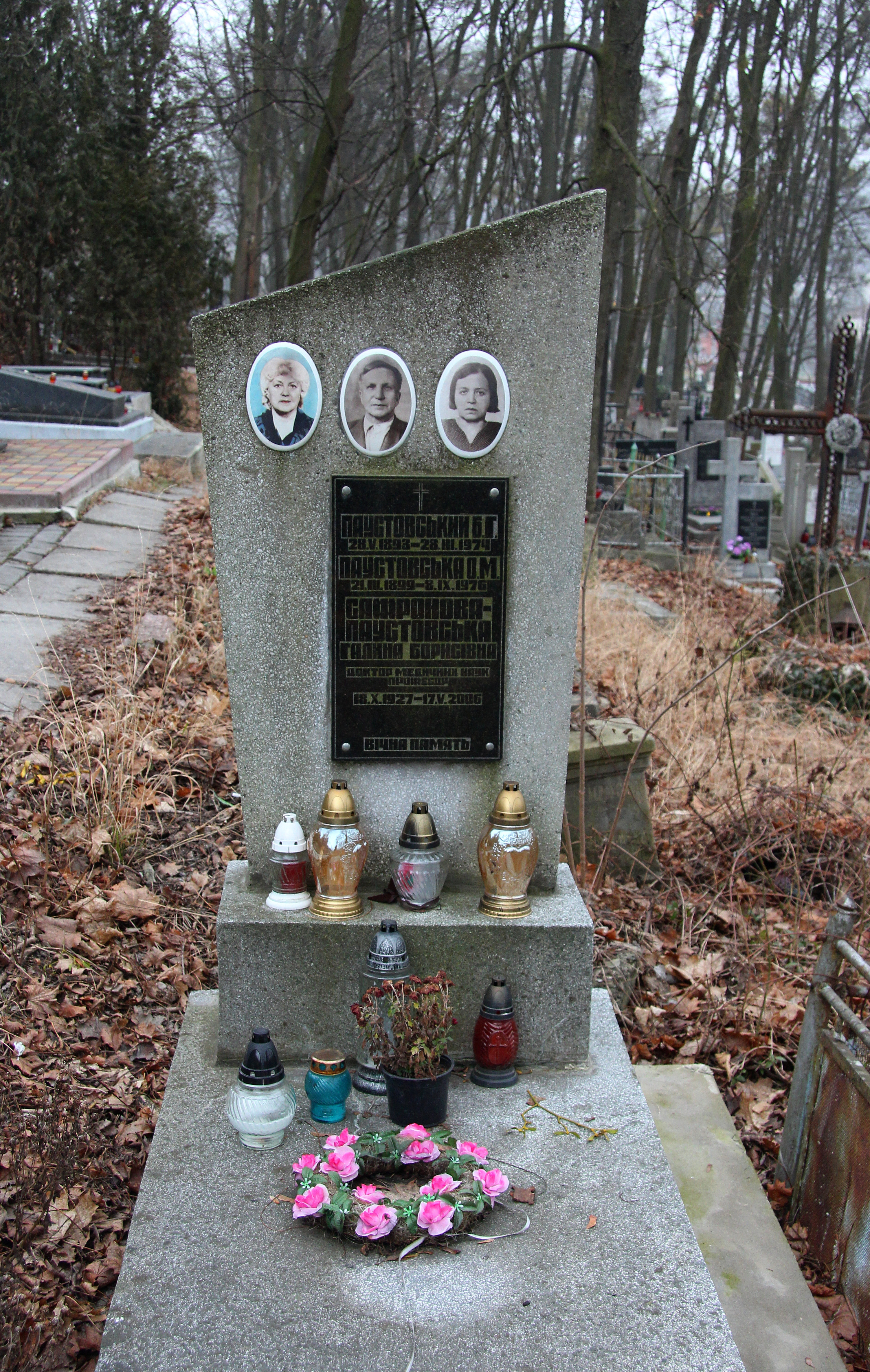

Галина Борисівна Паустовська, у шлюбі Сафронова-Паустовська (нар. 18 жовтня 1927, Могилів-Подільський — пом. 17 травня 2006, Львів) — українська науковиця, лікарка, викладачка; доктор медичних наук, професор. Учасниця німецько-радянської війни.

## Життєпис
Галина Паустовська народилася 18 жовтня 1927 року в місті Могилів-Подільському Винницької області України в родині службовців українсько-польського походження. Дитинство провела в Могилів-Подільському, з першої половини 1930-х років сім΄я проживала у Вінниці.
Батько — Паустовський Борис Гаврилович (1893–1974), родом з міста Стара Ушиця Подільської губернії. Інженер-будівельник, військовий інженер, учасник обох світових війн, вчився перед революцією у Харківському Технологічному Інституті.
Мати — Нєдзельська Олена Миколаївна (1899–1976), родом з Шаргорода Подільської губернії, випускниця Могилів-Подільської жіночої гімназії з вчительським класом.
Перед Другою світовою війною Галина Паустовська вчилася у музичній школі по класу фортепіано. Володіла українською, російською, польською, німецькою, а також англійською мовами. Писала вірші і есе (часто до дат) українською, російською та польською. Була художницею-аматоркою, її картини і зараз прикрашають квартири численних друзів родини.
У 1942 році, знаходячись в евакуації, потрапила з родиною у оточення на правому березі Дону, без батьків вийшла з оточення, самостійно добралася до рідні, яка проживала на поселенні у Ленінабаді (тепер Худжанд, Таджикистан). Вчилась в Ремісному училищі № 2, була старостою групи. За роботу в РУ № 2 отримала статус учасниці німецько-радянської війни. У 1944 році під час наступу в Україні долучилась до батьків, які знаходилися у діючій армії. У 1945 році родина повернулася у Вінницю. У 1946 році блискуче закінчила середню школу, представлена на золоту медаль за відмінну успішність, але отримала срібну в зв΄язку з «лімітом медалей».
На рубежі 1950–1951 років одружилася з колегою, майбутнім лікарем-інфекціоністом Військово-медичної академії імені С. М. Кірова Анатолієм Федоровичем Сафроновим. У 1951 році закінчила з відзнакою Вінницький медичний інститут, поступила в аспірантуру при кафедрі патологічної фізіології Вінницького медичного інституту. У 1952 році народила доньку Людмилу.
У 1955 році захистила кандидатську дисертацію «Про нервовий механізм хвиль третього порядку артеріального тиску та об΄ємного пульсу». Працювала на кафедрі патологічної фізіології Вінницького медичного інституту до 1963 року, потім доцентом кафедри анатомії і фізіології педінституту, де читала курси спортивної медицини, масажу, ЛФК на факультеті фізичного виховання.
У 1965 році переїжджає до Львова, де обрана зав. кафедрою фізіології Львівського державного інституту фізичної культури. Керувала кафедрою до 1985 року. Про роботу на кафедрі фізіології у цей період можна прочитати тут: 
 — стор. 34-36.
У 1968 році захистила докторську дисертацію на тему: «Патогенез порушень функціонального стану центральної нервової системи при інфаркті міокарду».
У 1970 році отримала вчений ступінь доктора медичних наук та професорське вчене звання.
З 1970 року була членом, а з 1983 по 1989 рік — науковою керівницею комплексної наукової групи при збірній команді СРСР зі стрільби з лука.
У 1980 році нагороджена медаллю «За великий внесок у завоювання радянськими спортсменами 80 золотих медалей на іграх XXII Олімпіади».
У 1990 році нагороджена медаллю «Ветеран праці».
З 1992 до 1995 року — професор кафедри фізичного виховання та ЛФК Львівського державного медичного інституту.
З 1995 до 2000 року — професор, зав. кафедри та засновник кафедри фізичної реабілітації Львівського державного інституту фізичної культури.
З 2000 до 2006 року — професор кафедри фізичної реабілітації Львівського державного інституту фізичної культури.
Померла 17 травня 2006 року у Львові, похована на 80 полі Личаківського цвинтаря на «професорській алейці» разом з батьками.

## Родина
Діти: 
- Бєлова (до шлюбу — Сафронова) Людмила Анатоліївна, 1952 р.н. — канд. мед. наук, доцент кафедри фак. терапії Львівського державного медичного університету ім. Данила Галицького.

Онуки: 
- Ксенюк Юрій Вікторович, 1975 р. н. — лікар-нейрохірург.
- Бек (до шлюбу — Бєлова) Наталія Сергіївна, 1979 р.н. — сімейний лікар, лікар-кардіолог.

## Основні напрямки наукової і практичної діяльності
У медичному інституті — вивчення центрально-нервових механізмів й мозкового кровотоку при експериментальному інфаркті міокарду.
В інституті фізичної культури — вивчення центрально-нервових і серцево-суднних механізмів адаптації спортсменів до напруженої м΄язової діяльності. За даними досліджень опубліковано більше 220 статей, тез, монографій, підручник.
Протягом 20 років, з 1971 до 1991, була керівником медичної частини комплексних наукових груп (КНГ) зі стрільби з лука та футболу. Брала активну участь у підготовці збірної команди стрільців з лука до Олімпіади-80 в Москві та Олімпіади 1988 року в Сеулі. Нагороджена медаллю «За великий внесок у завоювання радянськими спортсменами 80 золотих медалей на іграх XXII Олімпіади».
Була організаторкою і науковою консультанткою лабораторії ЕЕГ на кафедрі фізичного виховання Львівського державного медичного інституту, кафедрі психіатрії Львівського державного медичного інституту і в Центральному військовому клінічному госпіталі Західного округа.
Підготувала 17 кандидатів медичних і біологічних наук, 2 докторів наук. За успішну науково-практичну роботу нагороджувалася преміями, грамотами, медалями. Брала участь і була організаторкою міжнародних, всесоюзних і республіканських з΄їздів, конференцій, конгресів.
З 1981 до 1993 р. входила до спеціалізованої ради по захисту кандидатських і докторських дисертацій при Львівському державному медичному інституті, пізніше — до спеціалізованої ради К35.829.01 по захисту кандидатських дисертацій Львівського державного інституту фізичної культури.